# Marubeni
Marubeni Corporation (丸紅株式会社 Marubeni Kabushiki-gaisha) (TYO: 8002
) er en japansk handelsvirksomhed (sogo shosha). De har hovedkvarter i Tokyo. De handler især korn, fødevarer, papirmasse, fabrikker og industrianlæg, energi & metaller samt transportudstyr. Marubeni er medlem af Mizuho keiretsu og blev etableret i 1858.